# Škoda Motorsport
ŠKODA Motorsport je sportovní tovární tým automobilky ŠKODA AUTO, který se zaměřuje na vývoj a stavbu závodních vozů. Nejnovějším modelem z dílen ŠKODA Motorsport je vůz ŠKODA FABIA RS Rally2, který byl představen 14. června 2022 a měl by navázat na svoji předchůdkyni ŠKODA FABIA Rally2 evo, uvedenou v roce 2019. Za dobu existence továrního týmu se podařilo získat pět mistrovských titulů v Mistrovství světa v rally kategorii WRC 2 v hodnocení výrobců. S mladoboleslavskými závodními vozy sbírá úspěchy také více než sto padesát soukromých týmů z celého světa. Zákaznické týmy každoročně sbírají tituly nejen v národních a kontinentálních šampionátech, ale umísťují se na předních pozicích i v Mistrovství světa v rally. ŠKODA Motorsport v roce 2021 oslavila 120. výročí od prvního zapojení do oblasti motorsportu, čímž potvrdila, že je nedílnou součástí DNA automobilky ŠKODA AUTO. V sezóně 2022 pak tým ŠKODA Motorsport navázal na úspěšnou spolupráci se zákaznickým týmem Toksport WRT, kterému tovární tým poskytl podporu na Světovém rally šampionátu (kategorie WRC2).

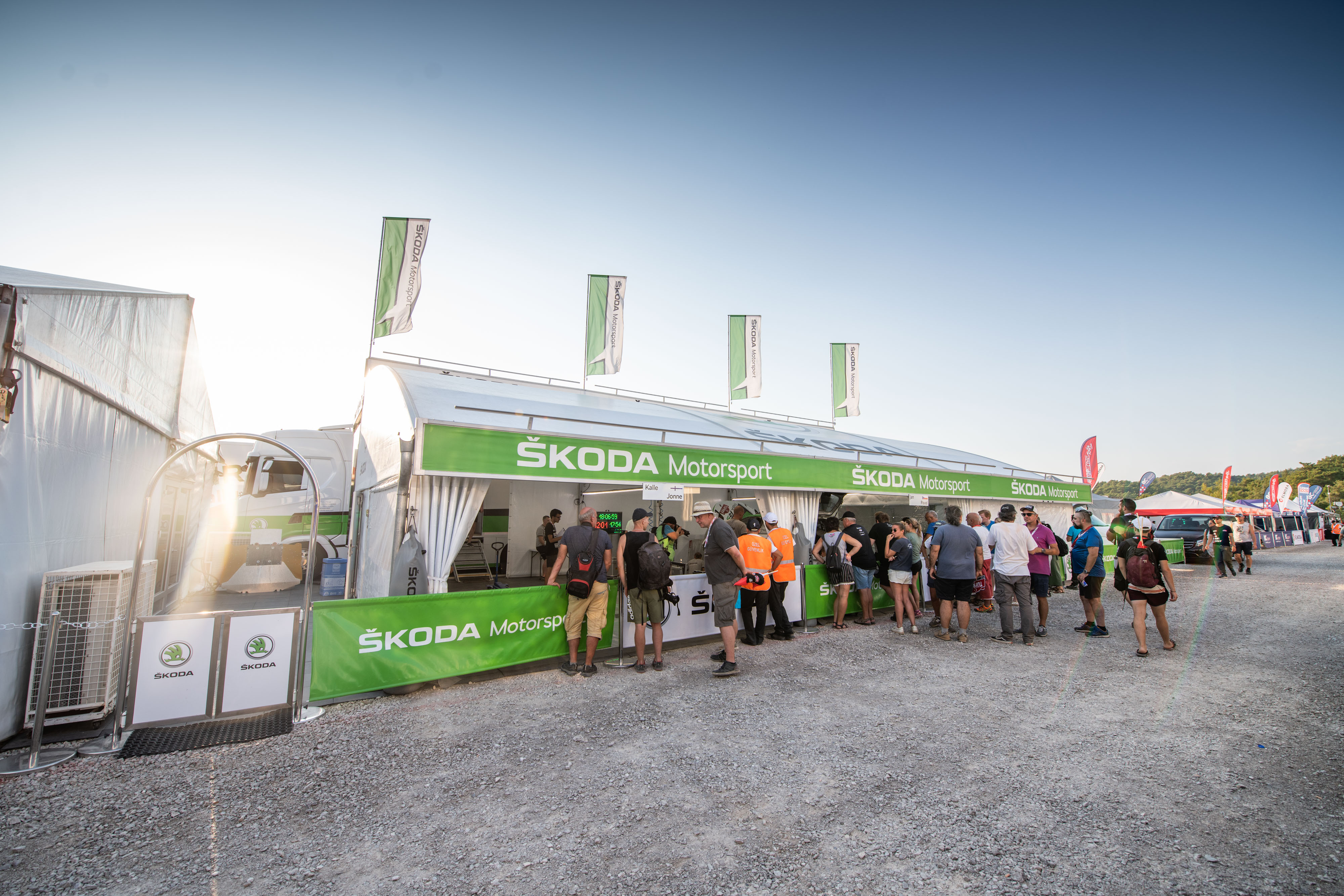
Zázemí ŠKODA Motorsport

## Historie

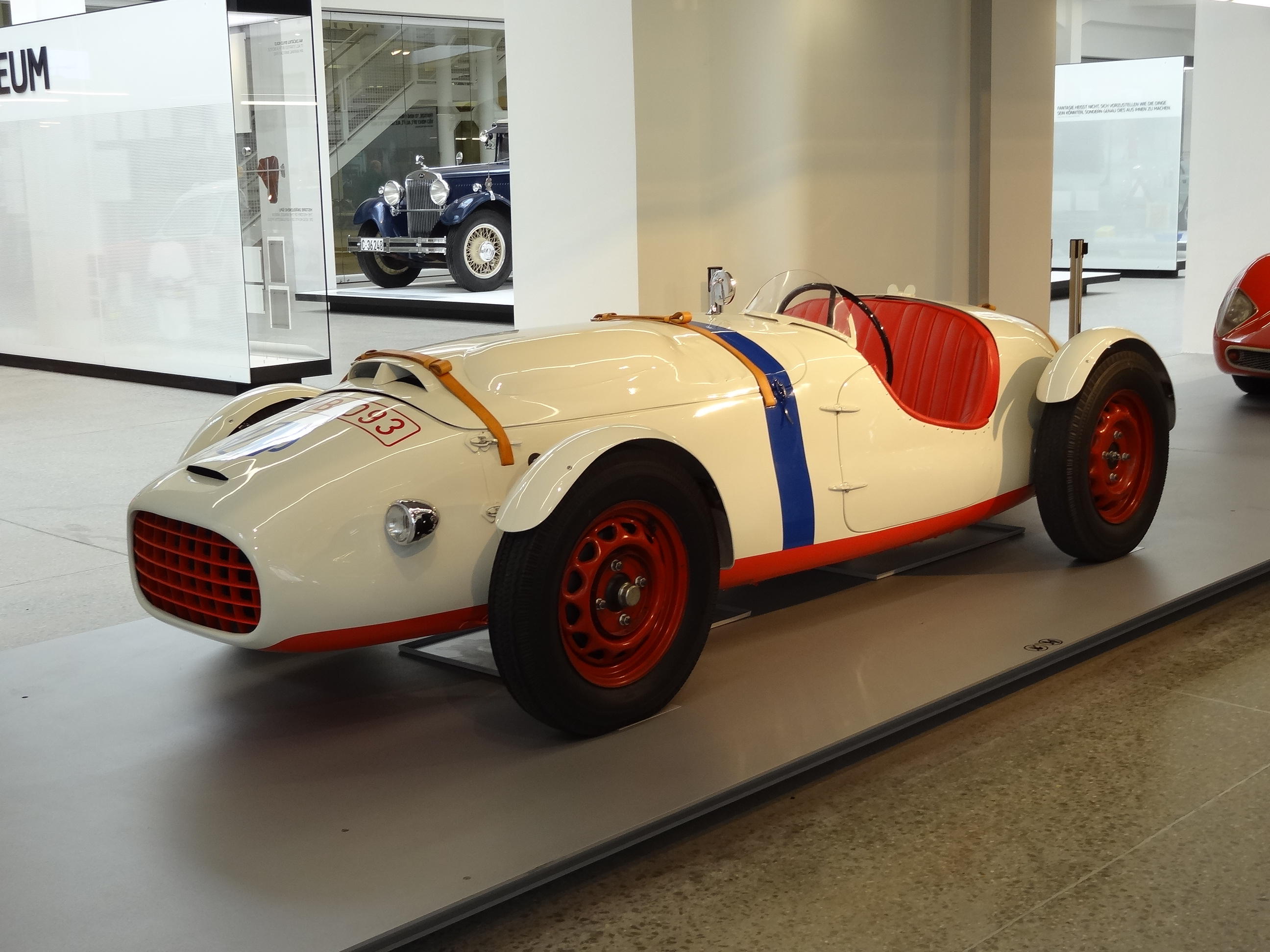
Škoda 966 Supersport

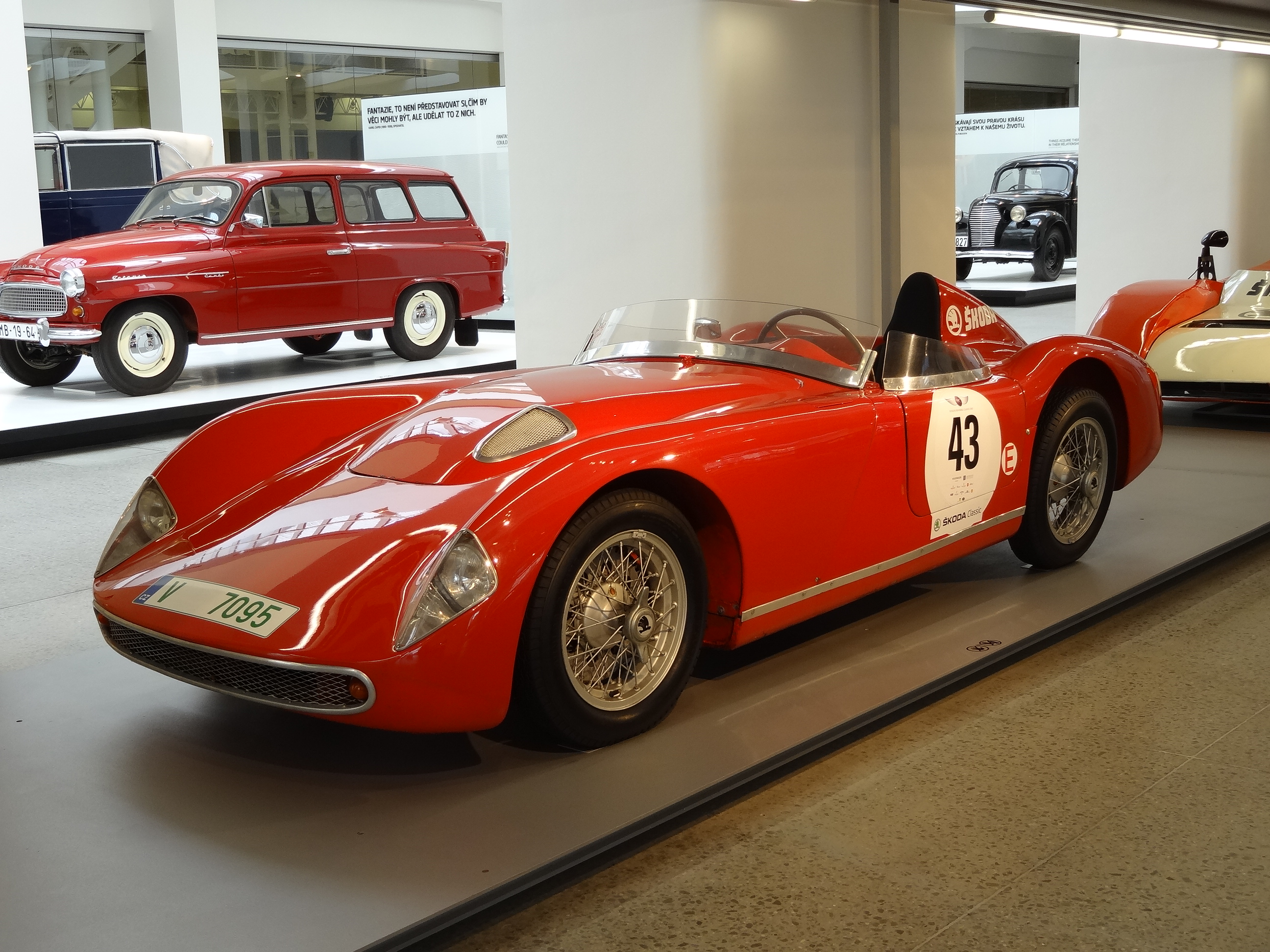
Škoda 1100 OHC

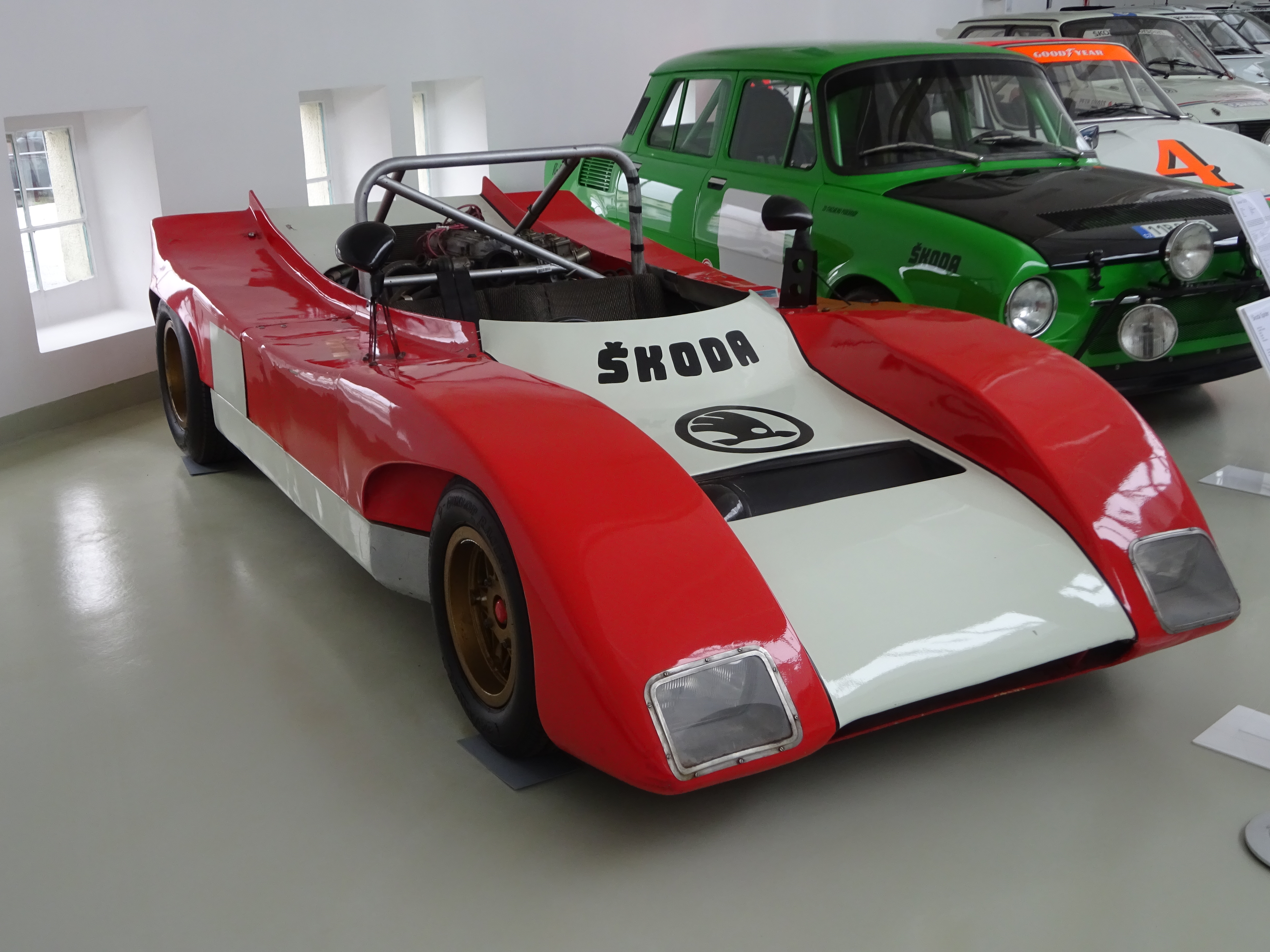
Škoda Spider B5 (1972)

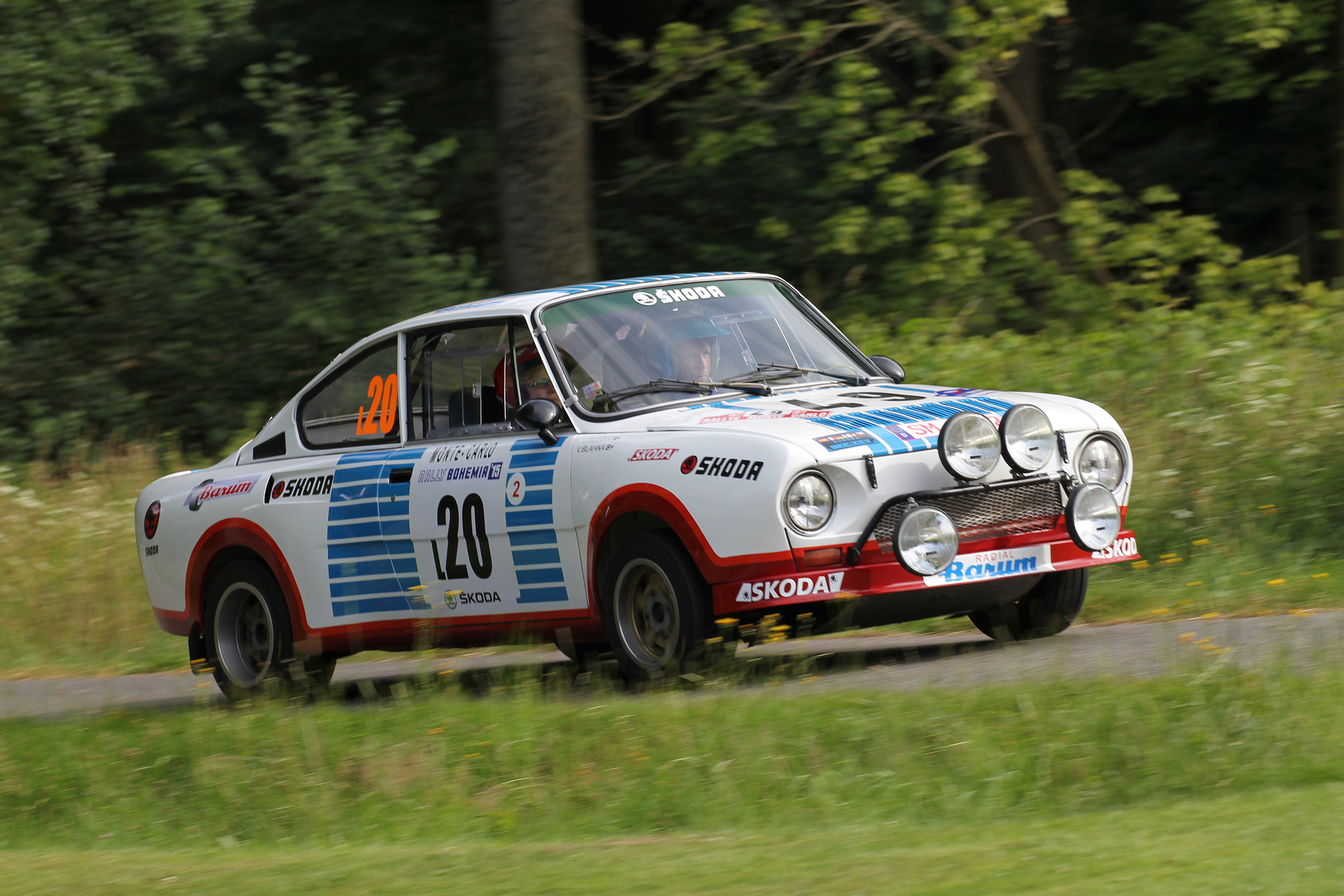
Škoda 130 RS

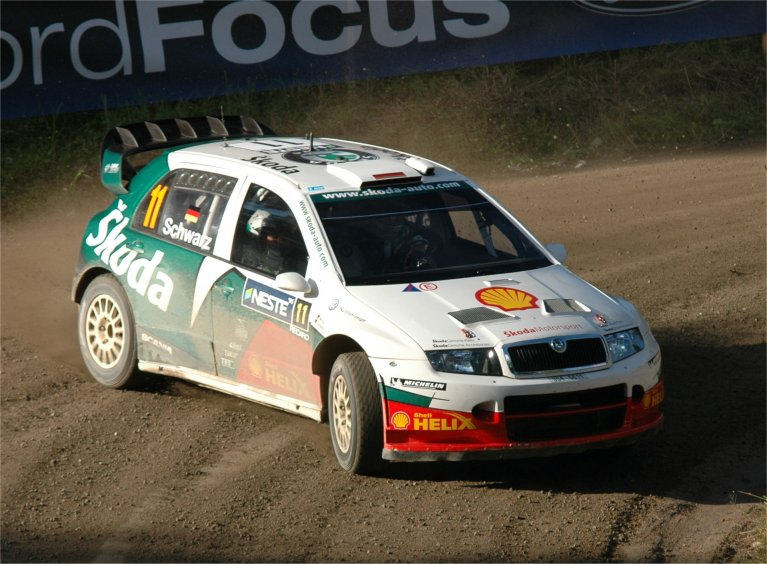
ŠKODA FABIA WRC (2005)

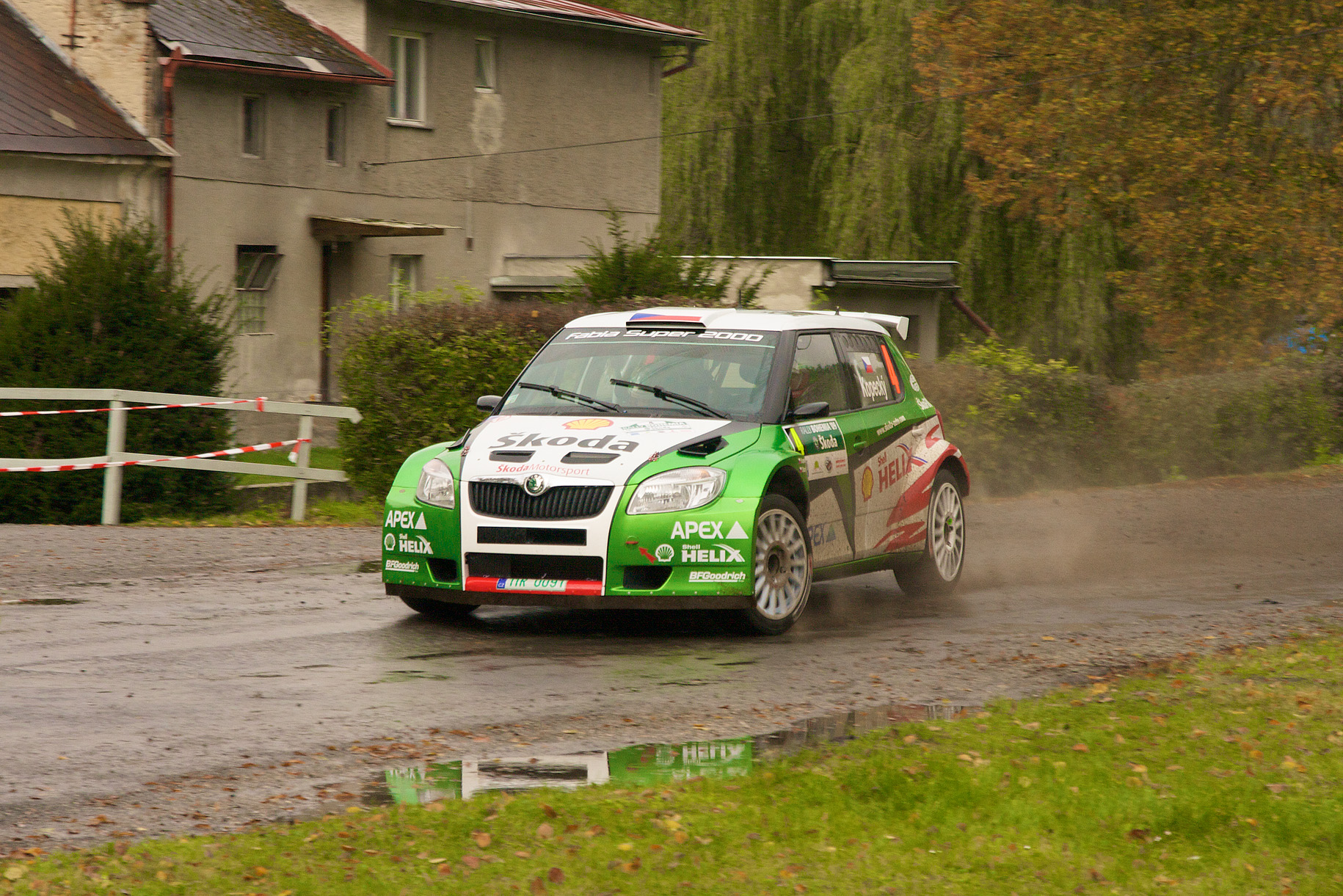
ŠKODA FABIA S2000 na Rally Bohemia 2009

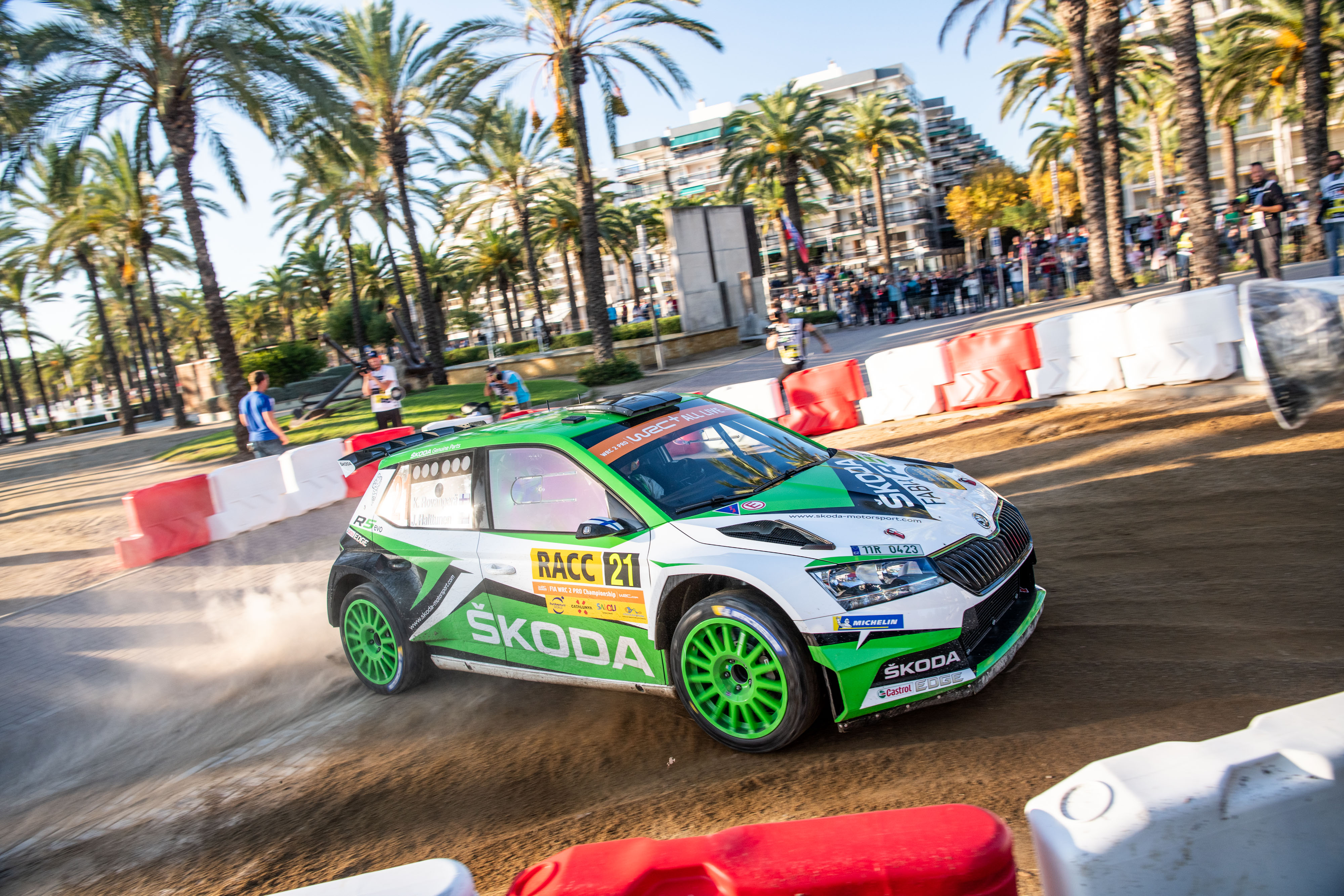
Rally Spain 2019 – Kalle Rovanperä/Jonne Halttunen

### 1901–1902
Na startu závodu Paříž – Berlín stálo 110 účastníků ve 4 kategoriích. Jedna z nich byla třída motocyklů a motorových tříkolek, v které se účastnilo celkem 10 jezdců – jedním z nich byl i Narcis Podsedníček, mechanik a mistr dílen v tehdejší továrně v Mladé Boleslavi. Podsedníček dojel po několika dnech na motocyklu z Paříže do Berlína, údajně jako jediný motocyklista, ale až po oficiálním zakončení závodu. Tento neuvěřitelný výkon Podsedníčka rozhodl o příštích závodních aktivitách značky. Úspěchy pokračovaly i v roce 1902, kdy Václav Klement vyhrál první cenu a Podsedníček druhou na trati dlouhé 4,2 km v závodě na vrchu Exelberg na domácí rakousko-uherské půdě. Hodnota těchto vítězství neměla nijak velkou cenu, protože právě oni dva byli jediní jezdci, kteří se tohoto závodu v dané kategorii účastnili.

### 1905–1935
Rokem 1905 startovala nová éra – Mladoboleslavská automobilka definitivně ukončila svojí oficiální účast na motocyklových závodech a vrhla se do závodů automobilových. Jejich prvním automobilem byla dvousedadlová Voituretta A s dvouválcovým kapalinovým motorem do V, která stála 3600 korun.
V roce 1907 nastoupil do automobilky Ing. Otto Hieronimus, vynikající konstruktér a závodník evropského formátu v jednom – svým angažmá zvedl v továrně bojovnou náladu a v roce 1908 značka slavila první úspěch, tím byl závod do vrchu Zbraslav Jíloviště, kde na výsledkové listině figuruje značka v různých kategoriích na šesti prvních, pěti druhých a jednom třetím místě. Triumfem L&K se stal závod do vrchu Semmering ještě v roce 1908, který vyhrál již zmiňovaný Otto Hieronimus. V roce 1912 byla vyhlášena soutěž Alpská jízda, která hlásala, že automobilka, jejíž vůz vyhraje 3 po sobě jdoucí ročníky – tzn. dojede do cíle bez trestných bodů, získá trofej do trvalého držení. Mladoboleslavská automobilka se zúčastnila 5 závodů, z toho 5 jich vyhrála a ve 3 z nich seděl za volantem Kolowrat.
Z důvodu finančních potíží automobilky, které nastaly po konci první světové války, se rok 1925 nesl ve znamení fúze L&K s Plzeňskými Škodovými závody. Tato fúze byla jakýmsi začátkem modernizace výrobních technologií. V roce 1935 se firma se závodním automobilem ŠKODA Rapid Six zúčastnila závodu 1000 mil československých a posádka Komár – Houšť si odvezla cenu za třetí místo ve třídě.

### 1936–1968
Výše uvedený úspěch dvojice Komár – Houšť měl za následek motivaci k vytvoření roadsteru ŠKODA Popular Sport se zadní nápravou a výkonnějším motorem z většího typu Rapid pro soutěž Monte Carlo 1936. Posádce Zdeněk Pohl – Jaroslav Hausman patřilo tak 2. místo ve třídě do 1500 cm³ a 20. místo absolutně. Tímto úspěchem došlo k nadšení pro rallye ze strany diváků a fanoušků. Na to firma rychle zareagovala a prezentovala sportovní model ŠKODA POPULAR SPORT MONTE CARLO. Po druhé světové válce automobilka pokračovala ve svých sportovních aktivitách a v roce 1946 tak sestrojila vůz ŠKODA 1101, později nazývaný ‘‘tudor‘‘, otevřený dvoumístný sportovní vůz, který v roce 1948 vyhrál závod 1000 miles of Montevideo. Posádka Bobek – Netušil se v roce 1950 účastnila závodu 24 hodin Le Mans s ŠKODA 1101 Sport. V roce 1959 byl představen model ŠKODA Octavia a o rok později vyšla jeho sportovní verze OCTAVIA TOURING SPORT, s kterou se v roce 1961 vydala posádka Keinänen – Eklund na Rallye Monte Carlo, nejprestižnější rallye té doby. V celkové klasifikaci dojeli na šestém místě a vyhráli svoji třídu. Nová éra v historii automobilky ŠKODA začala v první polovině 60. let, kdy v roce 1964 byl na trh uveden vůz ŠKODA 1000 MB, s pohonem zadních kol a motorem vzadu. Navíc byl dále k autu vyvinut jednomístný vůz (monopost) pro okruhy, který byl vybaven agregátem z vozu ŠKODA 1000 MB, s kterým v roce 1968 vyhrál Miroslav Fousek východoevropské mistrovství formule 3.

### 1970–1981
V roce 1970 byl uveden speciální závodní vůz typu spider ŠKODA 1500 OHC B5, určený pro závody automobilů na okruzích a do vrchu ve skupině B5. V roce 1972 byl do tohoto spideru namontován nový motor, čtyřdobý čtyřválec OHC o zdvihovém objemu 1771 cm³ a výkonu 113 kW/154 k. V roce 1974 ŠKODA poprvé použila zkratku ‘‘RS‘‘. Závodní vůz ŠKODA 200 RS je považován za originální RS značky ŠKODA. Důvodem pro jeho vývoj byla touha soutěžit s nejvyšší třídou rallye. V roce 1975 byl představen vůz ŠKODA 130 RS, jehož základem bylo sportovní kupé Škoda 110 R. ŠKODA 130 RS získala přezdívku ‘‘Porsche východu‘‘ a byla nejúspěšnějším vozem ve své době a ve své třídě. V roce 1977 se posádky Blahna – Hlávka, Zapadlo – Motal zúčastnili Rallye Monte Carlo. Posádka Blahna – Hlávka dojeli první v třídě do 1300 cm³ a posádka Zapadlo – Motal se stejným vozem dojeli druzí. Na startu stálo celkem 198 posádek a do cíle dorazilo pouze 45 posádek, mezi nimiž byly dvě ŠKODA 130 RS.
Na soutěžích od roku 1972 po nabídce Motokovu byl oficiální jezdec týmu Škoda Motorsport Nor John Haugland. Jako tovární jezdec týmu Škoda se v sedmdesátých a osmdesátých letech účastnil i řady soutěží mistrovství světa. Brzo začal vítězit nejenom v Norsku a ve Skandinávii. Se Škodou 120 S zvítězil v Norsku na zimních soutěžích Spesial-Løp 1975 a Nattbakkeløp 1975. Na Š 130 RS třikrát vyhrál Barum rallye (1976, 1979, 1980) a 3x i Rallye Škoda v letech 1977, 1979, 1980). Mezi roky 1973 a 1990 zaznamenal 32 startů v mistrovství světa v rallye (WRC). První start zaznamenal v roce 1973 na Rallye Monte Carlo a poslední o 17 let později na RAC Rallye 1990. Ve WRC 4x skončil v první desítce v absolutním pořadí. Ve švédské rallye (International Swedish Rally) na Škodě 110 L v roce 1973 skončil na 8. místě, o 2 roky později na této rallye se Škodou 120 S obsadil 7. místo a se Škodou 130 RS na finské Rally 1000 jezer (Jyväskylän Suurajot - Rally of the 1000 Lakes) byl v roce 1977 desátý.
Škoda 130 RS se rovněž zúčastňovala závodů na okruzích. Největšího úspěchu dosáhl vůz továrny Škoda v roce 1981, kdy jezdci Zdeněk Vojtěch – Břetislav Enge – Jan Šenkýř – Václav Bervid, zpravidla na 2 vozech Škoda 130 RS z 8 závodů zvítězili v 6, a vybojovali pro značku ŠKODA titul mistra Evropy v cestovních vozech ETCC. V závodě na Salzburgringu počet vítězství na 7 na Š130RS doplnili Josef Michl a Oldrich Vaníček.

### 1991–2008
Rok 1991 patří k jednomu z největších milníků historie ŠKODA Motorsport. Právě v tomto roce začalo nové partnerství s Volkswagenem. V roce 1994 se ŠKODA Motorsport rozhodla nasadit své posádky do kompletního seriálu Světového poháru FIA s vozem ŠKODA FAVORIT a dočkala se tak zisku Světového poháru pro značku ŠKODA. V následujícím roce došlo k nahrazení Favorita novou modelovou řadou ŠKODA FELICIA.Z důvodu vypsání nové kategorie WRC došlo 1. ledna 1999 k homologaci ŠKODA OCTAVIA WRC. Octavia se stala pro ŠKODU Motorsport vhodným odrazovým můstkem k cestě mezi elitu na světových tratích. Největších úspěchů dosáhly posádky Thiry – Prévot, Schwarz – Heimer a Gardemeister – Lukander. Po 2 letech vývoje byla v roce 2003 představena na Ženevském autosalonu ŠKODA FABIA WRC a k 1. červenci získala homologaci.

### Od roku 2009
Nástupcem ŠKODA FABIA WRC se stala ŠKODA FABIA S2000, která byla představena roku 2009 a ovládla tak ve své kategorii svět rally. Žádné jiné auto nebylo doposud v této kategorii úspěšnější. Vůz ŠKODA FABIA S2000 získal celosvětově 50 národních a mezinárodních titulů a napsal tak nejúspěšnější kapitolu v historii motorsportu značky ŠKODA – dokud nebyl překonán svým následníkem, modelem ŠKODA FABIA Rally2 na bázi 3. generace sériového modelu FABIA. ŠKODA FABIA Rally2 je více než úspěšným pokračovatelem jejího předchůdce, jejím posádkám se podařilo získat několik cenných titulů, včetně titulu výrobce, už v roce 2015, kdy tento model byl homologován. Úspěšnější byl ale rok 2016, kdy v Mistrovství světa v rally v kategorii WRC 2 [TJ(1] získala posádka Lappi – Ferm pro tovární tým i světový titul v kategorii posádek. Rok 2017 posádka Tidemand – Andersson navázala na úspěch a také vyhrála kategorii WRC 2 [TJ(2] ve FIA Mistrovství světa v rally a tým ŠKODA Motorsport získal v kategorii WRC 2 další titul mezi výrobci. ŠKODA FABIA Rally2 získala vítězství i v několika mezinárodních a národních mistrovství. Dále velikým úspěchem bylo obhájené vítězství MČR z předchozích dvou let posádky Kopecký – Dresler, kteří vyhráli všechny podniky MČR a stali se tak mistry České republiky roku 2017. V roce 2018 dobře rozjetá česká posádka  Kopecký – Dresler navázala na své týmové kolegy z předchozích let a získala také titul mistrů světa v kategorii WRC 2 a tým ŠKODA Motorsport získal v kategorii WRC 2 opět i titul mezi výrobci. Kopecký – Dresler byli úspěšní i na domácí půdě, kdy v Mistrovství České republiky získali titul Mistrů České republiky 2018.  Rok 2019 je rokem nového modelu, který nahrazuje ŠKODA FABIA Rally2. Na trh přichází nová verze – ŠKODA FABIA Rally2 evo. Vůz byl homologován 1. dubna 2019 a svoji premiéru měl na jednom ze závodů seriálu Mistrovství České republiky v Českém Krumlově, kde si posádka Kopecký – Dresler dojela pro první místo. Poslední dílem seriálu MČR bylo Barum Czech Rally Zlín na kterém si posádka dojela pro poslední vítězství a tím si zajistila zisk titulu Mistra České republiky 2019 v rally. Mimořádný úspěch zaznamenal tovární tým také na Mistrovství světa v rally, kde získal titul nejen v bodování týmů v kategorii WRC 2 Pro, ale taktéž finská posádka Rovanperä - Halttunen vyhrála tituly mistrů světa v kategorii WRC 2 Pro pro jezdce a spolujezdce. Kalle Rovanperä se tak stal historicky nejmladším mistrem světa. Rok 2020 byl stejně jako další sportovní odvětví silně ovlivněn dopady pandemie covidu-19. Tovární tým ŠKODA Motorsport se primárně soustředil na své zákazníky a na rozvoj poskytovaných služeb v rámci zákaznického sportu. Zachoval však svoji účast v Mistrovství České republiky v rally, kterého se účastnila tovární posádka Jan Kopecký a Jan Hloušek. Po napínavých soubojích, které zkrácené MČR přineslo, se posádka umístila na celkovém 2. místě. V roce 2020 byla také navázaná unikátní spolupráce s mladým talentovaným jezdcem Oliverem Solbergem, kterému se dostalo podpory na vybraných podnicích v rámci Mistrovství světa v rally. V sezóně 2021 se ŠKODA Motorsport v rámci soutěží již výhradně soustředila na podporu zákaznických týmů.  V tomto roce mladoboleslavský tým navázal spolupráci s zákaznickým týmem Toksport WRT, který během sezóny nasadil vozy ŠKODA FABIA Rally2 evo v mistrovství světa a také v rámci evropského šampionátu. Týmovým kolegou zkušeného jezdce Andrease Mikkelsena v týmu Toksport WRT byl v rámci WRC 2 mladý jednadvacetiletý Bolivijec Marco Bulacia. Ten v hodnocení jezdců kategorie WRC 2 skončil celkově čtvrtý a byl zvolen nejlepším mladým jezdcem roku. Andreas Mikkelsen se v sezóně 2021 stal dokonce dvojitým šampionem, kdy na konci sezóny získal jezdecký titul jak ve WRC 2, tak i v rámci FIA Mistrovství Evropy. Na národní úrovni získaly zákaznické týmy ŠKODA Motorsport více než 20 titulů v Evropě, Jižní Americe, na Středním východě, v Asii a Austrálii. Mladoboleslavský rallyový speciál tak opět prokázal svou všestrannost. Na domácí půdě na své konto přidal již osmý titul v MČR jezdec Jan Kopecký navigovaný spolujezdcem Janem Hlouškem, startující za dealerský tým Agrotec ŠKODA Rally Team. V roce 2021 byl pro ŠKODA Motorsport také stodvacetiletým výročím od prvních aktivit značky v rámci motoristického sportu, kdy tomuto jubileu bylo věnováno mnoho aktivit a akcí během celého roku. Za zmínku například stojí speciální edice dvanácti kusů speciálu ŠKODA FABIA Rally2 evo Edition 120, případně start tří posádek s vozy v barvách továrního týmu v rámci domácí Rally Bohemia. Na domácím podniku mladé talenty se svými spolujezdci, ve složení Střítecký – Hovorka, Bulacia – Der Ohannesian, doplnil ostřílený matador Jan Kopecký s Janem Hlouškem. V roce 2021 se tým ŠKODA Motorsport soustředil také na vývojové aktivity, kdy se společně s ŠKODA Austria, Kreisel Electric a týmem Baumschlager Rally & Racing podílel na vývoji čistě elektrického rallyového speciálu ŠKODA RE-X1. Tovární tým již také aktivně vyvíjel a začal testovat nový speciál Rally2 na bázi čtvrté generace sériového modelu ŠKODA FABIA. V roce 2022 tým ŠKODA Motorsport soustředil své kapacity primárně na zákaznický program a pokračoval i v inženýrské a technické podpoře týmu Toksport WRT, který pro tuto sezónu nasadil do WRC2 dva týmy a celkem 4 soutěžní posádky. Týmu Toksport WRT se v této sezóně podařilo získat týmový titul v kategorii WRC2, a současně jejich posádce ve složení Emil Lindholm s Reetou Hämäläinen podařilo získat i titul jezdecký. Emil Lindholm taktéž získal titul i v kategorii WRC2 Junior. S vozem ŠKODA FABIA Rally2 evo získal i čtvrtý a poslední možný titul ve WRC2 v kategorii Masters italský jezdec Mauro Miele z zákaznického týmu Dream One Racing.  

## Zákaznický program

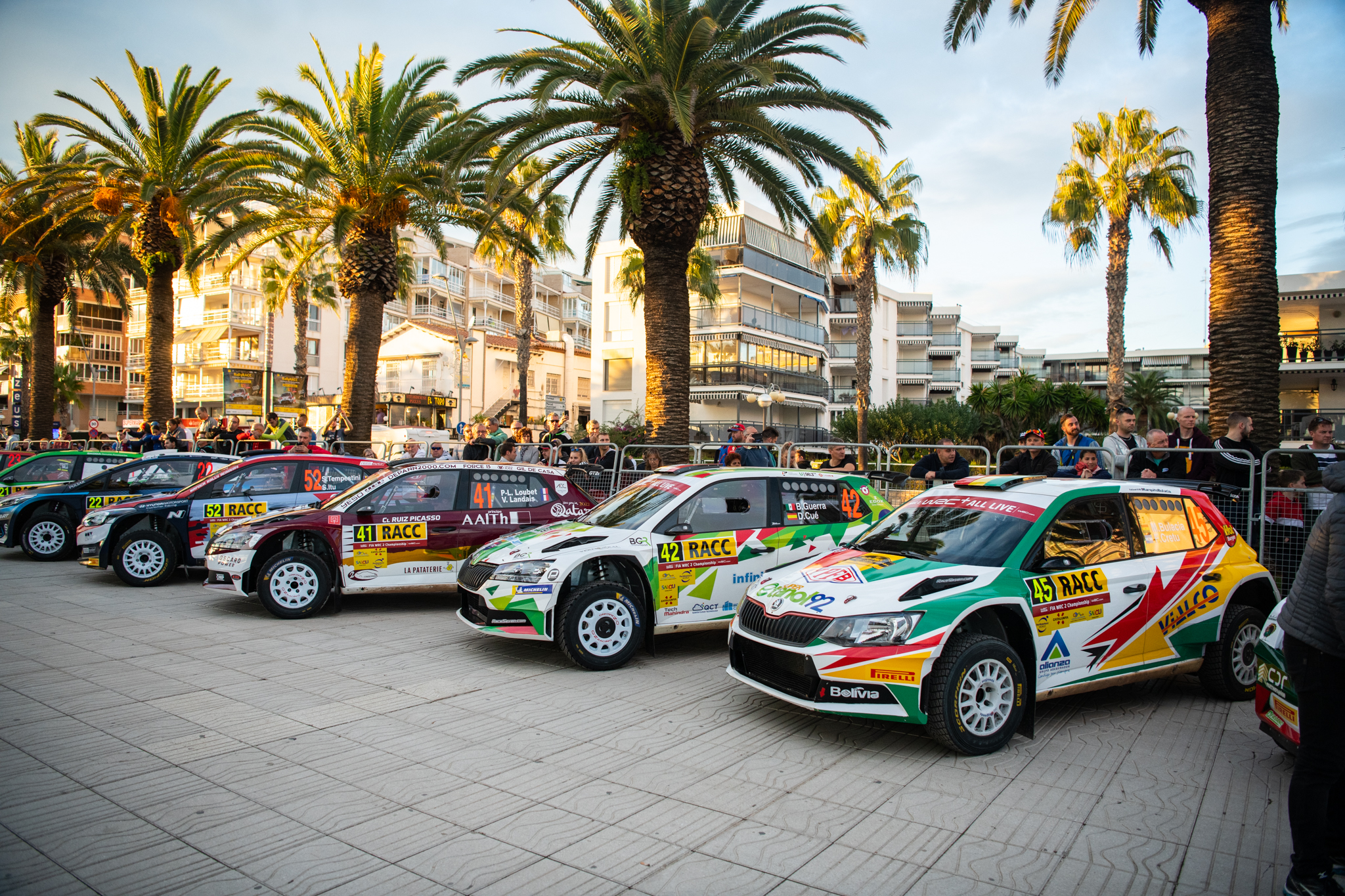
Rally Spain 2019

V rámci zákaznického programu dochází k prodeji závodních vozů a k poskytování zákaznických služeb. Program byl spuštěn v roce 2009 s projektem vozu ŠKODA FABIA S2000 a pokračuje i s vozem ŠKODA FABIA Rally2. Od roku 2015 prodala ŠKODA Motorsport zákaznickým týmům po celém světě více než 470 vozů ŠKODA FABIA Rally2 a ŠKODA FABIA Rally2 evo. Od roku 2020 již ŠKODA Motorsport nemá vlastní tovární tým a podporuje především své četné zákaznické týmy v mezinárodních rally. Po zakoupení rallyového vozu umí ŠKODA Motorsport svým zákaznickým týmům na vyžádání nabídnout širokou škálu služeb od dodávek náhradních dílů až po technickou podporu. V čele zákaznických týmů stojí továrnou podporovaný německý tým Toksport WRT.

### Škoda Fabia S2000
Jedná se o vůz závodní třídy Super 2000, který úspěšně prošel homologací na počátku roku 2009 a ŠKODA Motorsport jej vyráběla mezi léty 2009 a 2015. S tímto projektem se ŠKODA Motorsport vstoupila do prodeje nových i použitých vozů privátním týmům. Za dobu existence projektu bylo prodáno 63 speciálů a tento model se zařadil mezi nejúspěšnější speciály ve skupině S2000. Mezi významné zákaznické úspěchy patří vítězství ve Švédsku v rámci Mistrovství světa vozů kategorie Super 2000, které vybojoval Pre-Gunnar Andresson, či úspěchy Patrika Sandella, který ovládl dvě asfaltové soutěže SWRC v Německu a Francii.

### FABIA Rally2
Na úspěchy projektu ŠKODA FABIA S2000 navázala v roce 2015 homologovaná ŠKODA FABIA Rally2, která vzbudila velký zájem u zákazníků. Tento vůz spadá do skupiny vozů Rally2 dříve nazývané R5. Vozy této skupiny jsou oproti skupině S2000 dostupnější a celkově levnější na provoz. V dubnu 2019 na vůz ŠKODA FABIA Rally2 evo navázala nově homologovaná ŠKODA FABIA Rally2 evo, která byla oficiálně předaná 1. zákazníkovi v červenci 2019. Prvním zákazníkem se stal Toni Gardemeister, bývalý tovární jezdec ŠKODA Motorsport. Tento první zákaznický vůz byl nasazen už na Finské rallye na začátku srpna 2019. Technickou zdatnost a kvalitu vozu oceňuje mnoho zákazníků, kteří s nově homologovaným vozem soutěží po celém světě. Nejvíce úspěšným rokem pro ŠKODA Motorsport a její zákazníky byl rok 2019, kdy 19 zákazníků vybojovalo národní tituly a 4 zákazníci získali kontinentální mistrovské tituly. Největším zákaznickým úspěchem roku 2019 je bezpochyby vítězství Perre-Louis Loubeta v mistrovství světa, kde zvítězil v kategorii WRC2 určené pro privátní týmy. Na počátku roku 2020 došlo k přejmenování vozu z původní verze ŠKODA FABIA R5 evo na ŠKODA FABIA Rally2 evo. Důvodem je změna názvu skupiny R5 na Rally2, kterou zavedla organizace FIA na počátku roku 2020. V roce 2020 byla navázaná unikátní spolupráce s mladým talentovaným jezdcem Oliverem Solbergem, kterému se dostaly podpory na vybraných podnicích v rámci Mistrovství světa v rallye. Rok 2020 byl stejně jako další sportovní odvětví silně ovlivněn dopady pandemie covidu-19. Mnohé národní šampionáty se rušili či byly výrazně zkráceny. I přes tyto komplikace zákazníci vybojovali celkem 14 regionálních a národních titulů. Mezi nejvýznamnější úspěchy pak patří vítězství týmu Toksport WRT ve světovém šampionátu v kategorii WRC2 v hodnocení týmů.

### ŠKODA FABIA RS Rally2
Nejnovější modelem z dílen ŠKODA Motorsport je ŠKODA FABIA RS Rally2, která byla představena během světové premiéry 14.6.2022 v Mladé Boleslavi v zázemí týmu ŠKODA Motorsport. Nová ŠKODA FABIA RS Rally2 je zcela nově vyvinutý závodní vůz kategorie Rally2, který se pyšní nejlepší aerodynamikou ve své třídě a vysokou tuhostí karoserie sériového modelu. Kromě vylepšeného pohonného ústrojí, elektroniky, bezpečnosti a ovládání vozu, vyvinuli odborníci ze ŠKODA Motorsport také nový přeplňovaný motor o objemu 1,6 l, vycházející z rodiny benzínových TSI motorů EA888, který můžeme vidět na modelech RS. Motor má výkon přibližně 214 kW, maximální točivý moment 430 Nm a je přenášen na všechna čtyři kola prostřednictvím sekvenční pětistupňové převodovky a dvou mechanických diferenciálů. Na propojení s vozy RS kromě motoru poukazuje i nová barva lakování, zelená Mamba, která navazuje na modely OCTAVIA RS, ENYAQ COUPÉ RS iV. Při přípravě nového vozu ŠKODA FABIA RS Rally2 na první soutěžní jízdy absolvoval tým ŠKODA Motorsport rozsáhlý testovací program na asfaltu, šotolině a sněhu, který trval téměř rok a v rámci kterého bylo netestováno více než 10 000km. Od léta 2021 probíhaly testovací jízdy v České republice, Francii, Itálii,Chorvatsku, Německu, Belgii a Španělsku a také v extrémních zimních podmínkách na severu Finska. První soutěžní start nové generace soutěžního speciálu proběhl v rámci německé Lausitz Rallye 5. listopadu 2022, kdy vůz do závodu nasadil zákaznický tým Toksport a za volant usedl Andreas Mikkelsen.

## Vedení týmu
- Jiří Kotek (1981–1989)
- Pavel Janeba (1990–2003)
- Martin Mühlmeier (2004–2007)
- Armin Schwarz/  Raimund Baumschlager (2006 – Red Bull Škoda)
- Michal Hrabánek (2007–současnost)

## Nejlepší výsledky továrního týmu do roku 2019
| Rok  | Šampionát                                  | Jezdec            | Vůz                    |
| ---- | ------------------------------------------ | ----------------- | ---------------------- |
| 1994 | FIA 2-Litre World Rally Cup                | Emil Triner       | Škoda Favorit 136L     |
| 1994 | FIA 2-Litre World Rally Cup                | Jindřich Štolfa   | Škoda Favorit 136L     |
| 1994 | FIA 2-Litre World Rally Cup                | Pavel Sibera      | Škoda Favorit 136L     |
| 2010 | WRC Cup for Super 2000 Teams Championship  | Patrik Sandell    | Škoda Fabia WRC        |
| 2010 | IRC Drivers Championship                   | Juho Hänninen     | Škoda Fabia S2000      |
| 2010 | IRC Manufacturers Championship             | Juho Hänninen     | Škoda Fabia S2000      |
| 2010 | IRC Manufacturers Championship             | Jan Kopecký       | Škoda Fabia S2000      |
| 2010 | IRC Manufacturers Championship             | Nicolas Vouilloz  | Škoda Fabia S2000      |
| 2010 | IRC Manufacturers Championship             | Freddy Loix       | Škoda Fabia S2000      |
| 2010 | IRC Manufacturers Championship             | Guy Wilks         | Škoda Fabia S2000      |
| 2011 | SWRC Drivers Championship                  | Juho Hänninen     | Škoda Fabia S2000      |
| 2011 | IRC Drivers Championship                   | Andreas Mikkelsen | Škoda Fabia S2000      |
| 2011 | IRC Manufacturers Championship             | Juho Hänninen     | Škoda Fabia S2000      |
| 2011 | IRC Manufacturers Championship             | Jan Kopecký       | Škoda Fabia S2000      |
| 2011 | IRC Manufacturers Championship             | Nicolas Vouilloz  | Škoda Fabia S2000      |
| 2011 | IRC Manufacturers Championship             | Freddy Loix       | Škoda Fabia S2000      |
| 2011 | IRC Manufacturers Championship             | Andreas Mikkelsen | Škoda Fabia S2000      |
| 2012 | IRC Drivers Championship                   | Andreas Mikkelsen | Škoda Fabia S2000      |
| 2012 | IRC Manufacturers Championship             | Juho Hänninen     | Škoda Fabia S2000      |
| 2012 | IRC Manufacturers Championship             | Jan Kopecký       | Škoda Fabia S2000      |
| 2012 | IRC Manufacturers Championship             | Andreas Mikkelsen | Škoda Fabia S2000      |
| 2012 | European Rally Championship                | Juho Hänninen     | Škoda Fabia S2000      |
| 2013 | European Rally Championship                | Jan Kopecký       | Škoda Fabia S2000      |
| 2014 | European Rally Championship                | Esapekka Lappi    | Škoda Fabia S2000      |
| 2015 | FIA World Rally Championship-2 for Teams   | Esapekka Lappi    | ŠKODA FABIA Rally2     |
| 2015 | FIA World Rally Championship-2 for Teams   | Pontus Tidemand   | ŠKODA FABIA Rally2     |
| 2015 | FIA World Rally Championship-2 for Teams   | Jan Kopecký       | ŠKODA FABIA Rally2     |
| 2016 | FIA World Rally Championship-2 for Drivers | Esapekka Lappi    | ŠKODA FABIA Rally2     |
| 2016 | FIA World Rally Championship-2 for Teams   | Esapekka Lappi    | ŠKODA FABIA Rally2     |
| 2016 | FIA World Rally Championship-2 for Teams   | Pontus Tidemand   | ŠKODA FABIA Rally2     |
| 2016 | FIA World Rally Championship-2 for Teams   | Jan Kopecký       | ŠKODA FABIA Rally2     |
| 2017 | FIA World Rally Championship-2 for Drivers | Pontus Tidemand   | ŠKODA FABIA Rally2     |
| 2017 | FIA World Rally Championship-2 for Teams   | Pontus Tidemand   | ŠKODA FABIA Rally2     |
| 2017 | FIA World Rally Championship-2 for Teams   | Jan Kopecký       | ŠKODA FABIA Rally2     |
| 2018 | FIA World Rally Championship-2 for Drivers | Jan Kopecký       | ŠKODA FABIA Rally2     |
| 2018 | FIA World Rally Championship-2 for Teams   | Jan Kopecký       | ŠKODA FABIA Rally2     |
| 2018 | FIA World Rally Championship-2 for Teams   | Pontus Tidemand   | ŠKODA FABIA Rally2     |
| 2018 | FIA World Rally Championship-2 for Teams   | Juuso Nordgren    | ŠKODA FABIA Rally2     |
| 2018 | FIA World Rally Championship-2 for Teams   | Kalle Rovanperä   | ŠKODA FABIA Rally2     |
| 2019 | FIA World Rally Championship-2 for Drivers | Kalle Rovanperä   | ŠKODA FABIA Rally2 evo |
| 2019 | FIA World Rally Championship-2 for Teams   | Jan Kopecký       | ŠKODA FABIA Rally2 evo |
| 2019 | FIA World Rally Championship-2 for Teams   | Kalle Rovanperä   | ŠKODA FABIA Rally2 evo |

### Intercontinental Rally Challenge
| Rok  | Tým                               | Vůz               | Jezdec            | 1       | 2       | 3     | 4       | 5       | 6       | 7       | 8       | 9       | 10      | 11      | 12      | 13    | PJ  | Body  | PK | Body  |
| 2009 | Škoda Motorsport                  | Škoda Fabia S2000 | Jan Kopecký       | MON 4   | BRA     | KEN   | POR 2   | BEL 2   | RUS 2   | POR     | CZE 1   | ESP 1   | ITA Ret | SCO     |         |       | 2.  | 49    | 2. | 82    |
| 2009 | Škoda Motorsport                  | Škoda Fabia S2000 | Juho Hänninen     | MON Ret | BRA     | KEN   | POR Ret | BEL 5   | RUS 1   | POR     | CZE 3   | ESP     | ITA 8   | SCO     |         |       | 6.  | 21    | 2. | 82    |
| 2009 | Škoda UK                          | Škoda Fabia S2000 | Guy Wilks         | MON     | BRA     | KEN   | POR     | BEL     | RUS     | POR     | CZE     | ESP     | ITA     | SCO 1   |         |       | 7.* | 15*   | -  | -     |
| 2009 | Škoda Rally Team Italia           | Škoda Fabia S2000 | Piero Longhi      | MON     | BRA     | KEN   | POR     | BEL     | RUS     | POR     | CZE     | ESP     | ITA 9   | SCO     |         |       | -   | 0     | -  | -     |
| 2010 | Škoda Motorsport                  | Škoda Fabia S2000 | Juho Hänninen     | MON 2   | BRA 3   | ARG 1 | CAN 2   | ITA 1   | BEL Ret | AZO 3   | MAD 3   | CZE 2   | ITA 2   | SCO 1   | CYP     |       | 1.  | 62    | 1. | 120   |
| 2010 | Škoda Motorsport                  | Škoda Fabia S2000 | Jan Kopecký       | MON 5   | BRA 4   | ARG 3 | CAN 1   | ITA 3   | BEL 2   | AZO Ret | MAD 2   | CZE Ret | ITA 6   | SCO     | CYP     |       | 2.  | 47    | 1. | 120   |
| 2010 | Škoda Motorsport                  | Škoda Fabia S2000 | Nicolas Vouilloz  | MON 3   | BRA     | ARG   | CAN     | ITA     | BEL     | AZO     | MAD     | CZE     | ITA     | SCO     | CYP     |       | 13. | 6     | 1. | 120   |
| 2010 | Škoda UK                          | Škoda Fabia S2000 | Guy Wilks         | MON 6   | BRA 2   | ARG 2 | CAN 3   | ITA Ret | BEL     | AZO     | MAD     | CZE 7   | ITA Ret | SCO Ret | CYP     |       | 6.  | 27    | -  | -     |
| 2010 | BFO-Škoda Rally Team              | Škoda Fabia S2000 | Freddy Loix       | MON     | BRA     | ARG   | CAN     | ITA     | BEL 1   | AZO     | MAD 1   | CZE 1   | ITA 3   | SCO     | CYP     |       | 4.  | 3     | -  | -     |
| 2010 | Škoda Delimax Czech National Team | Škoda Fabia S2000 | Pavel Valoušek    | MON     | BRA     | ARG   | CAN     | ITA     | BEL     | AZO     | MAD     | CZE 3   | ITA     | SCO     | CYP     |       | 14. | 6     | -  | -     |
| 2011 | Škoda Motorsport                  | Škoda Fabia S2000 | Jan Kopecký       | MON 8   | CAN 2   | FRA 2 | UKR 3   | BEL DNS | AZO 3   | CZE 1   | HUN 1   | ITA 4   | SCO 5   | CYP 2   |         |       | 2.  | 152   | 1. | 362.5 |
| 2011 | Škoda Motorsport                  | Škoda Fabia S2000 | Juho Hänninen     | MON 6   | CAN 1   | FRA   | UKR 1   | BEL     | AZO 1   | CZE 3   | HUN     | ITA     | SCO 2   | CYP 16  |         |       | 3.  | 125   | 1. | 362.5 |
| 2011 | Škoda Motorsport                  | Škoda Fabia S2000 | Freddy Loix       | MON 2   | CAN 4   | FRA 3 | UKR     | BEL 1   | AZO     | CZE 2   | HUN 3   | ITA Ret | SCO     | CYP 5   |         |       | 4.  | 123   | 1. | 362.5 |
| 2011 | Škoda Motorsport                  | Škoda Fabia S2000 | Nicolas Vouilloz  | MON 7   | CAN     | FRA   | UKR     | BEL     | AZO     | CZE     | HUN     | ITA     | SCO     | CYP     |         |       | 26. | 6     | 1. | 362.5 |
| 2011 | Škoda UK                          | Škoda Fabia S2000 | Andreas Mikkelsen | MON Ret | CAN 6   | FRA 6 | UKR 4   | BEL Ret | AZO 2   | CZE 5   | HUN Ret | ITA 2   | SCO 1   | CYP 1   |         |       | 1.  | 153.5 | -  | -     |
| 2011 | Škoda Auto Deutschland            | Škoda Fabia S2000 | Mark Wallenwein   | MON 21  | CAN     | FRA   | UKR     | BEL     | AZO     | CZE 18  | HUN 14  | ITA     | SCO     | CYP 8   |         |       | 21. | 8     | -  | -     |
| 2011 | Škoda Auto Deutschland            | Škoda Fabia S2000 | Matthias Kahle    | MON     | CAN     | FRA   | UKR     | BEL     | AZO     | CZE 19  | HUN 20  | ITA     | SCO 10  | CYP 8   |         |       | 14. | 17.5  | -  | -     |
| 2011 | Škoda Sweden                      | Škoda Fabia S2000 | Patrik Sandell    | MON     | CAN     | FRA 9 | UKR 9   | BEL     | AZO 5   | CZE 12  | HUN     | ITA     | SCO Ret | CYP 3   |         |       | 8.  | 44    | -  | -     |
| 2011 | Red Bull Škoda                    | Škoda Fabia S2000 | Hermann Gassner   | MON     | CAN     | FRA   | UKR     | BEL     | AZO     | CZE     | HUN 5   | ITA     | SCO     | CYP     |         |       | 19. | 10    | -  | -     |
| 2011 | Škoda Rally Team Hungaria         | Škoda Fabia S2000 | Norbert Herzig    | MON     | CAN     | FRA   | UKR     | BEL     | AZO     | CZE     | HUN Ret | ITA     | SCO     | CYP     |         |       | -   | 0     | -  | -     |
| 2012 | Škoda Motorsport                  | Škoda Fabia S2000 | Jan Kopecký       | AZO     | CAN 1   | IRL 3 | COR 2   | TAR 1   | YPR     | SMR     | ROM     | ZLI Ret | YAL     | SLI     | SAN 2   | CYP   | 2nd | 101   | 1. | 348   |
| 2012 | Škoda Motorsport                  | Škoda Fabia S2000 | Juho Hänninen     | AZO 2   | CAN     | IRL 1 | COR     | TAR     | YPR 1   | SMR     | ROM     | ZLI 1   | YAL     | SLI     | SAN Ret | CYP   | 3.  | 93    | 1. | 348   |
| 2012 | Škoda UK                          | Škoda Fabia S2000 | Andreas Mikkelsen | AZO 1   | CAN 2   | IRL 2 | COR 5   | TAR 2   | YPR Ret | SMR 2   | ROM 1   | ZLI 8   | YAL     | SLI     | SAN     | CYP 2 | 1.  | 150   | -  | -     |
| 2012 | Škoda Auto Deutschland            | Škoda Fabia S2000 | Sepp Wiegand      | AZO 4   | CAN 4   | IRL 7 | COR 8   | TAR 7   | YPR     | SMR 4   | ROM Ret | ZLI 10  | YAL     | SLI     | SAN     | CYP 5 | 4.  | 73    | -  | -     |
| 2012 | Red Bull Škoda                    | Škoda Fabia S2000 | Hermann Gassner   | AZO 5   | CAN Ret | IRL   | COR 9   | TAR     | YPR     | SMR     | ROM     | ZLI     | YAL     | SLI     | SAN     | CYP   | 33. | 12    | -  | -     |
| 2012 | Škoda Ireland                     | Škoda Fabia S2000 | Robert Barrable   | AZO     | CAN     | IRL 6 | COR     | TAR     | YPR Ret | SMR     | ROM     | ZLI 5   | YAL     | SLI     | SAN     | CYP   | 20. | 18    | -  | -     |
| 2012 | Škoda Motorsport Italia           | Škoda Fabia S2000 | Umberto Scandola  | AZO     | CAN     | IRL   | COR     | TAR 4   | YPR     | SMR 3   | ROM     | ZLI     | YAL     | SLI     | SAN Ret | CYP   | 12. | 27    | -  | -     |
| 2012 | Škoda Romania                     | Škoda Fabia S2000 | Dan Girtofan      | AZO     | CAN     | IRL   | COR     | TAR     | YPR     | SMR     | ROM Ret | ZLI     | YAL     | SLI     | SAN     | CYP   | -   | 0     | -  | -     |

### WRC výsledky
V letech 1999 až 2005 tým soutěžil v nejvyšší kategorii světového šampionátu. V letech 2015-2018 vyhrál druhou nejvyšší kategorii WRC-2 s vozem ŠKODA FABIA Rally2.

### ERC výsledky
Jezdci ŠKODA Motorsport vyhráli se ŠKODA FABIA S2000 Mistrovství Evropy v rally v letech 2012-2014.
| Rok  | Tým                    | Vůz                | Jezdec         | 1     | 2     | 3       | 4       | 5     | 6       | 7     | 8       | 9     | 10    | 11      | 12    | Umístění | Body |
| ---- | ---------------------- | ------------------ | -------------- | ----- | ----- | ------- | ------- | ----- | ------- | ----- | ------- | ----- | ----- | ------- | ----- | -------- | ---- |
| 2012 | Škoda Motorsport       | Škoda Fabia S2000  | Juho Hänninen  | JÄN 2 | MIL 4 | CRO 1   | BUL     | YPR 1 | BOS 1   | MAD 7 | CZE 1   | AST   | POL   | VAL     |       | 1.       | 203  |
| 2012 | Škoda Motorsport       | Škoda Fabia S2000  | Jan Kopecký    | JÄN 1 | MIL   | CRO     | BUL     | YPR   | BOS     | MAD   | CZE Ret | AST   | POL   | VAL     |       | -        | -    |
| 2012 | Škoda Motorsport       | Škoda Fabia S2000  | Esapekka Lappi | JÄN   | MIL   | CRO     | BUL     | YPR   | BOS     | MAD   | CZE     | AST   | POL 1 | VAL     |       | -        | -    |
| 2013 | Škoda Motorsport       | Škoda Fabia S2000  | Jan Kopecký    | JÄN 1 | LIE   | CAN 1   | AZO 1   | COR 2 | YPR     | ROM 1 | CZE 1   | POL 3 | CRO 1 | SAN     | VAL   | 1.       | 287  |
| 2013 | Škoda Motorsport       | Škoda Fabia S2000  | Freddy Loix    | JÄN   | LIE   | CAN     | AZO     | COR   | YPR 1   | ROM   | CZE     | POL   | CRO   | SAN     | VAL   | 11.      | 37   |
| 2013 | Škoda Motorsport       | Škoda Fabia S2000  | Esapekka Lappi | JÄN   | LIE   | CAN     | AZO     | COR   | YPR     | ROM   | CZE Ret | POL   | CRO   | SAN 2   | VAL 1 | 5.       | 64   |
| 2013 | Škoda Motorsport       | Škoda Fabia S2000  | Sepp Wiegand   | JÄN   | LIE   | CAN     | AZO     | COR   | YPR     | ROM   | CZE 4   | POL   | CRO   | SAN     | VAL   | 27.      | 18   |
| 2014 | Škoda Motorsport       | Škoda Fabia S2000  | Esapekka Lappi | JÄN   | LIE 1 | GRE 4   | IRE 1   | AZO   | YPR Ret | EST 5 | CZE Ret | CYP   | VAL 1 | COR Ret |       | 1.       | 162  |
| 2014 | Škoda Auto Deutschland | Škoda Fabia S2000  | Sepp Wiegand   | JÄN   | LIE 5 | GRE Ret | IRE 2   | AZO   | YPR 3   | EST 7 | CZE 2   | CYP   | VAL 3 | COR DNS |       | 2.       | 128  |
| 2015 | Škoda Motorsport       | Škoda Fabia R5     | Jan Kopecký    | JÄN   | LIE   | IRE     | AZO     | YPR   | EST     | CZE 1 | CYP     | GRE   | VAL   |         |       | 8.       | 36   |
| 2016 | Škoda Motorsport       | Škoda Fabia R5     | Jan Kopecký    | CAN   | IRE   | GRE     | AZO     | YPR   | EST     | POL   | ZLI 1   | LIE   | CYP   |         |       | 6.       | 39   |
| 2017 | Škoda Motorsport       | Škoda Fabia R5     | Jan Kopecký    | AZO   | CAN   | ACR     | CYP     | POL   | CZE 1   | RMC   | LIE     |       |       |         |       | 9.       | 39   |
| 2018 | Škoda Motorsport       | Škoda Fabia R5     | Juuso Nordgren | AZO   | CAN   | ACR 18  | CYP Ret | RMC 7 | CZE     | POL   | LIE     |       |       |         |       | 24.      | 13   |
| 2018 | Škoda Motorsport       | Škoda Fabia R5     | Jan Kopecký    | AZO   | CAN   | ACR     | CYP     | RMC   | CZE 1   | POL   | LIE     |       |       |         |       | 10.      | 38   |
| 2019 | Škoda Motorsport       | Škoda Fabia R5 Evo | Jan Kopecký    | AZO   | CAN   | LIE     | POL     | RMC   | CZE 1   | CYP   | HUN     |       |       |         |       | 7.       | 39   |

### bvAPRC výsledky
| Rok  | Tým       | Jezdec              | Vůz                | 1     | 2       | 3       | 4       | 5       | 6       | APRC | Body  | Umístění | Body   |
| ---- | --------- | ------------------- | ------------------ | ----- | ------- | ------- | ------- | ------- | ------- | ---- | ----- | -------- | ------ |
| 2012 | MRF Tyres | Chris Atkinson      | Škoda Fabia S2000  | NZL 1 | NCL 2   | AUS 1   | MYS 2   | JPN     | CHN 2   | 1st  | 154   | 1st*     | 179*   |
| 2012 | MRF Tyres | Gaurav Gill         | Škoda Fabia S2000  | NZL 3 | NCL 1   | AUS Ret | MYS Ret | JPN Ret | CHN Ret | 4th  | 82    | 1st*     | 179*   |
| 2013 | Team MRF  | Gaurav Gill         | Škoda Fabia S2000  | NZL 2 | NCL 1   | AUS Ret | MYS     | JPN 1   | CHN 2   | 1st  | 145.5 | 1st*     | 197.5* |
| 2013 | Team MRF  | Esapekka Lappi      | Škoda Fabia S2000  | NZL 1 | NCL Ret | AUS 1   | MYS Ret | JPN Ret | CHN 1   | 2nd  | 117   | 1st*     | 197.5* |
| 2014 | Team MRF  | Gaurav Gill         | Škoda Fabia S2000  | NZL 1 | NCL 2   | AUS Ret | MYS 1   | JPN Ret | CHN Ret | 3rd  | 104   | 1st      | 192    |
| 2014 | Team MRF  | Jan Kopecký         | Škoda Fabia S2000  | NZL 2 | NCL 1   | AUS 1   | MYS Ret | JPN 1   | CHN 1   | 1st  | 190   | 1st      | 192    |
| 2015 | Team MRF  | Gaurav Gill         | Škoda Fabia S2000  | NZL 2 | NCL 1   | AUS Ret | MYS 2   | JPN Ret | CHN Ret | 3rd  | 104   | 1st      | 389    |
| 2015 | Team MRF  | Pontus Tidemand     | Škoda Fabia S2000  | NZL 1 | NCL 2   | AUS 1   | MYS 1   | JPN 1   |         | 1st  | 225   | 1st      | 389    |
| 2015 | Team MRF  | Pontus Tidemand     | ŠKODA FABIA Rally2 |       |         |         |         |         | CHN 1   | 1st  | 225   | 1st      | 389    |
| 2016 | Team MRF  | Gaurav Gill         | ŠKODA FABIA Rally2 | NZL 1 | AUS 1   | CHN 1   | JPN 1   | MYS 1   | IND 1   | 1st  | 192   | 1st      | 322    |
| 2016 | Team MRF  | Fabian Kreim        | ŠKODA FABIA Rally2 | NZL 2 | AUS 2   | CHN 3   | JPN 2   | MYS 17  | IND 5   | 2nd  | 138   | 1st      | 322    |
| 2017 | Team MRF  | Gaurav Gill         | ŠKODA FABIA Rally2 | NZL 1 | AUS 2   | MYS 2   | JPN 1   | IND 1   |         | 1st  | 174   | 1st      | ?      |
| 2017 | Team MRF  | Ole Christian Veiby | ŠKODA FABIA Rally2 | NZL 2 | AUS 1   | MYS 1   | JPN 3   | IND 2   |         | 2nd  | 160   | 1st      | ?      |